# Tempio cristiano evangelico di Siena
Il tempio cristiano evangelico di Siena è un edificio di culto che si trova in via Pian d'Ovile 42.
Fu eretto nel 1882 e presenta una facciata classicheggiante.